# Papá Levante
Papá Levante va ser un grup musical espanyol format per sis noies d'un barri de Sanlúcar de Barrameda en Cadis. Format el 2000, fins avui ha llançat tres àlbums d'estudi i alguns singles. El grup es va dissoldre el 2006.

## Història
El grup estava compost per sis noies gaditanes que es coneixien des de nenes. Van ser descobertes pel productor José Luis de Carlos. i les seves edats oscil·laven entre els 20 i 24 anys, en el moment de la seva formació.

### 2000-2001: Primer disc
Van arribar al seu moment de major esplendor en l'estiu de l'any 2001, encara que van treure a la venda el seu primer disc titulat Tomalacaté a la fi de l'any 2000. Un disc que incloïa onze cançons que parlaven sobre temes d'actualitat. El seu primer èxit va ser "Me pongo colorada", arribant a ser una de les cançons de l'estiu del 2001. Després d'aquí van arribar altres temes com "Practicar sexo" i "Me llamas loca". Van aconseguir vendre en la seva primera setmana més de 50.000 còpies aconseguint el número de les llistes d'AFYVE, finalment l'àlbum va vendre més de 250.000 còpies a Espanya.
El disc és reeditat amb una versió especial i limitada que incloïa un disc amb nadales populars cantades per les 6 integrants del grup.
 consiguieron ganar algún que otro premio y hacer una gira de conciertos.

### 2003: Segon disc
El seu segon àlbum va sortir a la venda a principis de l'any 2003 i va portar per nom Sopla levante. El CD incloïa dotze temes. Aquest disc únicament va tenir dos singles, "Comunicando" i "Gorda", tema que parlava de la problemàtica de l'anorèxia en les adolescents. El grup va cedir que els drets del single "Grossa" aniria destinat a l'ONG ADANER.

### 2005: Tercer disc
Va sortir a la venda el 2005 l'àlbum titulat Pa ti, pa mí. D'onze temes, el primer senzill del qual va ser "Chiquilla". Posteriorment, el grup quedà estancat, i Gala se'n va desmarcar en el terreny cinematogràfic, quan va ser la protagonista de Lola, la película, una pel·lícula sobre Lola Flores.

## Discografia
- 2000: Tomalacaté (+300.000 còpies Espanya) Triple disc de platí
- 2003: Sopla levante (+50.000 còpies Espanya) Disc d'Or
- 2005: Pa ti, pa mi

## Singles
- 2000: "Me pongo colorada"
- 2000: "Practicar sexo"
- 2001: "Me llamas loca"
- 2001: "Jacaranda"
- 2003: "Comunicando"
- 2004: "Gorda"
- 2005: "Chiquilla"

## Videoclips
- 2000: "Me pongo colorada"
- 2000: "Me pongo colorada" (Remix)
- 2000: "Practicar sexo"
- 2003: "Comunicando"
- 2005: "Chiquilla"